# Włókna poliestrowe
Włókna poliestrowe – typ włókien syntetycznych o strukturze poliestrów, wytwarzanych w wyniku polikondensacji kwasów dikarboksylowych z alkoholami polihydroksylowymi, najczęściej kwasu tereftalowego z glikolem etylenowym.
Włókna ciągłe mają powierzchnię gładką, cięte poddaje się karbikowaniu. Odznaczają się dużą wytrzymałością na rozerwanie, zginanie i ścieranie, dobrą odpornością na działanie światła, czynników chemicznych (słabe kwasy i zasady), są odporne biologicznie, bardzo słabo chłoną wodę - chyba że poddane obróbce (najczęściej stosowany surowiec przy produkcji ściereczek), łatwo się elektryzują i brudzą, lecz dobrze piorą i szybko wysychają, barwią się trudno, są skłonne do pillingu (zapobiega się temu stosując domieszki innych włókien).
Włókna poliestrowe same lub w mieszance z wełną, bawełną lub włóknami wiskozowymi służą np. do wyrobu tkanin na ubrania wierzchnie, tkanin dekoracyjnych i firanek. Włókna poliestrowe teksturowane służą do wyrobów dziewiarskich. Włókna poliestrowe są także używane do wyrobu przewodów zastępujących odcinki naczyń krwionośnych oraz do produkcji wyrobów technicznych, np. lin i kordów. Produkowane są pod różnymi nazwami handlowymi, np. elana, torlen (w Polsce), trevira, westan, dacron, fortrel, ławsan, terylen i inne.